# Schrödingerova jednadžba
Schrödingerova jednadžba jest parcijalna diferencijalna jednadžba za valnu funkciju uz pomoć koje se u nerelativističkoj kvantnoj fizici može pratiti i statistički predviđati ponašanje sićušnih (kvantnih) sustava. Ime je dobila po austrijskom fizičaru Erwinu Schrödingeru koji je pretpostavio njezin oblik 1925. godine, za što je dobio Nobelovu nagradu za fiziku 1933. Temeljio ju je na postulatu Louisa de Brogliea da sva materija ima pridruženi val. Jednadžba je predviđala vezana stanja atoma u skladu s eksperimentalnim opažanjima, a njezino je otkriće bila značajna prekretnica u razvoju kvantne mehanike.
Za jednu česticu u nekom danom potencijalu jednadžba je
{\displaystyle -{\frac {\hbar ^{2}}{2m}}\nabla ^{2}\psi (r,t)+V(r,t)\,\psi (r,t)=i\hbar {\frac {\partial }{\partial t}}\psi (r,t)}
Tu su:
{\displaystyle \psi \ (r,t)\ } valna funkcija pridružena čestici, ovisna o položaju i vremenu
{\displaystyle V(r,t)\ } potencijalna energija
{\displaystyle \nabla } Hamiltonov operator, nabla
{\displaystyle {\tfrac {\partial }{\partial t}}} parcijalna derivacija po vremenu
{\displaystyle m} masa čestice
{\displaystyle \hbar } reducirana Planckova konstanta
{\displaystyle \ i\ } imaginarna jedinica
Schrödingerova jednadžba u okviru kvantne mehanike ima ulogu koju u klasičnoj mehanici ima drugi Newtonov zakon gibanja. Za razliku od Newtonove mehanike koja je deterministička u smislu da iz početnih uvjeta daje jednoznačnu evoluciju sustava, u najšire prihvaćenoj interpretacij kvadrat apsolutne vrijednosti i kompleksne Schrödingerove valne funkcije daje gustoću vjerojatnosti nalaženja čestice u danom trenutku u okolini danog položaja.
U slučaju slobodne čestice (potencijalna energija je nula), dobiva se valno rješenje, što je u skladu s pretpostavkom o valnim svojstvima čestica, koju je postavio Louis de Broglie.
Za makroskopske objekte mogu se zanemariti kvantni efekti, pa uz {\displaystyle \hbar =0} jednadžba prelazi u Hamilton-Jacobijevu jednadžbu klasične mehanike.[za koju veličinu?]

## Vremenski ovisna Schrödingerova jednadžba
Najopćenitiji oblik Schrödingerove jednadžbe, koji se ne oslanja na koordinatnu reprezentaciju, sljedeći je:
{\displaystyle {\displaystyle i\hbar {\frac {d}{dt}}\vert \psi (t)\rangle ={\hat {H}}\vert \psi (t)\rangle }}
Ovdje je {\displaystyle \vert \psi (t)\rangle } ket stanja  {\displaystyle \psi (t)} u Diracovoj bra-ket notaciji (bracket. eng zagrada), odnosno vektor u kompleksnom vektorskom prostoru, a fizikalno predstavlja stanje nekog kvantnog sustava.
S desne strane nalazi se Hamiltonov operator {\displaystyle {\hat {H}}} (ne zabuniti s istoimenim diferencijalnim operatorom "nabla" {\displaystyle \nabla } s početka članka). Ovo je linearni Hermitski (nepromjenjen nakon transponiranja i kompleksne konjugacije) operator (matrica) koja fizikalno predstavlja ukupnu energiju sustava.
U ovom obliku, Schrödingerova jednadžba je parcijalna diferencijalna jednadžba koja ovisi o vremenu i time omogućuje opisivanje evolucije (dinamike) sustava. Ako znamo ukupnu energiju sustava {\displaystyle {\hat {H}}}, pomoću Schrödingerove jednadžbe znamo kako će se sustav ponašati u budućnosti. Hamiltonijan {\displaystyle {\hat {H}}} upravlja vremenskom evolucijom sustava.

### Unitarnost
Schrödingerova jednadžba uzima se kao postulat kvantne mehanike, i kao takva opisuje dinamiku kvantnih sustava. Također, dinamika kvantnih sustava može se opisati pomoću operatora vremenske evolucije {\displaystyle {\hat {U}}(t)}. Operator vremenske evolucije je unitaran, a to znači da vrijedi:
{\displaystyle {\hat {U}}^{\dagger }U=I}
gdje {\displaystyle \dagger } predstavlja Hermitsku konjugaciju (transponiranje matrice i kompleksna konjugacija), a {\displaystyle I} je jedinična matrica.
Unitarnost je jako bitno svojstvo kvantne mehanike, ono osigurava mogućnost preokretanja vremenske evolucije, odnosno osigurava da nema gubitka informacija prilikom evolucije sustava. Također unitarnost osigurava sačuvanje norme vektora, te da očekivane vrijednosti operatora ostanu valjane nakon vremenske evolucije.
Ako imamo početno stanje {\displaystyle |\Psi (0)\rangle }, onda stanje {\displaystyle |\Psi \rangle } u nekom trenutku {\displaystyle t} kasnije biti će određeno sa:
{\displaystyle {\displaystyle |\Psi (t)\rangle ={\hat {U}}(t)|\Psi (0)\rangle }}
Operator vremenske evolucije  {\displaystyle {\hat {U}}(t)} definira se s pomoću operatora {\displaystyle {{\hat {U}}(t)=e^{-i{\hat {H}}t/\hbar }}}. Vremenska evolucija stanja {\displaystyle |\Psi (t)\rangle } onda može se opisati kao:
{\displaystyle {\displaystyle |\Psi (t)\rangle =e^{-i{\hat {H}}t/\hbar }|\Psi (0)\rangle .}}
Ovo je ujedno i rješenje vremenski ovisne Schrödingerove jednadžbe ako je {\displaystyle {\hat {H}}} vremenski neovisan.

## Vremenski neovisna Schrödingerova jednadžba
U mnogim slučajevima razmatra se stanje koje je stacionarno u vremenu, pa jednadžba izgleda kao:
{\displaystyle \left[-{\frac {\hbar ^{2}}{2m}}\nabla ^{2}+V(r)\right]\psi (r)=E\psi (r),}
ili:
{\displaystyle -{\frac {\hbar ^{2}}{2m}}\nabla ^{2}\psi +(V(r)-E)\psi =0,}
Promatrano s matematičkog stajališta, valna funkcija, koja je rješenje diferencijalne jednadžbe drugog reda Sturm-Liouvilleovog tipa, mora biti kontinuirana i mora imati kontinuiranu derivaciju drugog reda. Budući da su električni naboj i struja definirani pomoću valne funkcije, naboj i struja također su kontinuirani.[što to znači?]
Osim matematičkih uvjeta, valna funkcija, kao rješenje Schrödingerove jednadžbe, mora zadovoljavati i neke fizikalne uvjete. Očito je da valna funkcija mora biti jednoznačna i konačna u cijelom prostoru. 
Rubni uvjeti na gore navedenu jednadžbu također su fizikalni uvjeti. Tako za slučaj vezanog stanja, u kojemu je {\displaystyle \ V>E}, valna funkcija na velikim udaljenostima ({\displaystyle \ r\rightarrow \infty }) mora težiti prema nuli. 
U tom slučaju za svaku vremenski neovisnu Hamiltonovu funkciju {\displaystyle \ H\ } postoji skup vlastitih funkcija (engl. eigenfunctions) {\displaystyle \psi _{n}\ } i odgovarajućih realnih svojstvenih vrijednosti {\displaystyle \ E_{n}\ }(engl. eigenvalues) za koje vrijedi:
{\displaystyle \ H\psi _{n}=E_{n}\psi _{n}}
Ovo je svojstvo rješenja samo za najjednostavnije slučajeve, npr. jednodimenzionalni problemi. Često se pojavljuje slučaj da jednoj vlastitoj vrijednosti tj. jednom stanju energije odgovara nekoliko različitih valnih funkcija. Takav sistem naziva se degeneriranim. U gornjim izrazima indeks n može zapravo predstavljati skup više kvantnih brojeva.

## Općenito rješenje Schrödingerove jednadžbe
Kada postoje određeni {\displaystyle E_{n}} i {\displaystyle \psi _{n}} rješenje vremenski ovisne Schrödingerove jednadžbe je:
{\displaystyle \psi _{n}(r,t)=\mathrm {e} ^{-\mathrm {i} E_{n}t/\hbar }\psi _{n}(r)}

Budući da je Schrödingerova jednadžba linearna, vrijedi princip superpozicije rješenja, pa se generalno rješenje može prikazati kao linearna kombinacija:
{\displaystyle \psi (r,t)=\sum _{n}C_{n}\mathrm {e} ^{-\mathrm {i} E_{n}t/\hbar }\psi _{n}(r)}
Da bi ovo rješenje zadovoljavalo Schrödingerovu jednadžbu u nedegeneriranom slučaju, valne funkcije moraju biti ortogonalne, a odabrano je i da budu normirane na 1, tj. vrijedi:
{\displaystyle \int \psi _{n}^{*}(r)\psi _{m}\mathrm {d} ^{3}\mathbf {r} =\delta _{ij}}
gdje je:
{\displaystyle \delta _{ij}\ } simbol Kroneckerova delta, {\displaystyle \delta _{ij}=1\ } za {\displaystyle i=j\ }, inače {\displaystyle \delta _{ij}=0\ }
{\displaystyle \psi _{n}^{*}(r)\ } kompleksno konjugirana funkcija od {\displaystyle \psi _{n}(r)\ }

## Atom vodika
Kvantna mehanika , pomoću Schrödingerove jednadžbe, opisuje sve (kvantno-mehaničke) sustave oko nas. Klasična mehanika može se smatrati kao samo aproksimacija te vrijedi za sustave kod kojih su kvantno-mehanički utjecaji zanemarivi.
Pomoću Schrödingerove jednadžbe, u teoriji, mogla bi se opisati cijela kemija. Naravno, zbog matematičke složenosti samo određen broj kvantnih sustava imaju zatvoreno cjelovito riješenje. 
Jedan od takvih sustava je model najjednostavnijeg atoma, to jest model atoma vodika. Atom vodika je atom koji ima samo jedan proton i jedan elektron. 
Hamiltonijan atoma vodika jest sljedeći: 
{\displaystyle {\hat {H}}={\displaystyle -{\frac {\hbar ^{2}}{2\mu }}\nabla ^{2}-{\frac {e^{2}}{4\pi \varepsilon _{0}r}}}}
gdje prvi član predstavlja kinetičku energiju sustava, a drugi član predstavlja potencijalnu energiju, primjetiti sličnost s Coulombovim potencijalom.
Slijedi vremenski nestacionarna Schrödingerova jednadžba za model atoma vodika: 
{\displaystyle {\displaystyle i\hbar {\frac {d\psi }{dt}}=-{\frac {\hbar ^{2}}{2\mu }}\nabla ^{2}-{\frac {e^{2}}{4\pi \varepsilon _{0}r}}}}
Ova jednadžba opisuje dinamiku atoma vodika i ima analitičko riješenje, za sve ostale atome s više od 1 elektron, analitička rješenja su ne postojeća, te se pribjegava numeričkim metodama.

## Fizikalno značenje valne funkcije
Sama Schrödingerova jednadžba ne daje točno fizikalno značenje valne funkcije:{\displaystyle \psi (r)\ }. Do interpretacije značenja valne funkcije može se doći razmotranjem jednadžbe kontinuiteta iz klasične fizike:
{\displaystyle {\partial {\rho (r,t)} \over \partial t}+\nabla \cdot j=0}
gdje je:
{\displaystyle \rho (r,t)\ } - gustoća naboja ovisna o položaju i vremenu
{\displaystyle \ j\ } - gustoća struje
{\displaystyle \nabla } - operator divergencije
Ako se Schrödingerova jednadžba pomnoži sa {\displaystyle \psi _{n}^{*}(r)}, a kompleksno konjugirana Schrödingerova jednadžba pomnoži sa {\displaystyle \psi _{n}(r)\ }, te dobivene izrazi oduzmu jedan od drugog, dobiva se izraz:
{\displaystyle {\partial {\psi ^{*}\psi } \over \partial t}+{i\hbar  \over {2m}}\nabla \cdot (\psi \nabla \psi ^{*}-\psi ^{*}\nabla \psi )=0}
Ako se ova jednadžba usporedi s jednadžbom kontinuiteta, slijede izrazi za gustoću naboja i gustoću struje kao:
{\displaystyle \rho (r,t)\ =e\psi ^{*}\psi }
{\displaystyle j={i\hbar e \over {2m}}(\psi \nabla \psi ^{*}-\psi ^{*}\nabla \psi )}
Iako jednadžba kontinuiteta vrijedi u klasičnoj i kvantnoj mehanici, postoji fundamentalna razlika u interpretaciji. U klasičnoj fizici gustoća {\displaystyle \rho (r,t)\ } se tretira kao broj čestica (diskretni broj), a struja {\displaystyle \ j\ } je tok čestica (opet diskretni broj). U kvantnoj mehanici jednadžba kontinuiteta može se odnositi na ponašanje samo jedne čestice. U kvantnoj mehanici impuls i položaj čestice ne mogu se istovremeno proizvoljno točno odrediti, već je njihovo određivanje ograničeno Heisenbergovim principom neodređenosti. Stoga se i interpretacija {\displaystyle \rho (r,t)\ } i {\displaystyle \ j\ } u jednadžbi kontinuiteta mora redefinirati.
Danas je pretežito prihvaćena statistička (probabilistička, vjerojatnosna) interpretacija Maxa Borna. Prema takvoj interpretaciji, produkt {\displaystyle \ f(r)\ =\psi ^{*}\psi } treba shvatiti kao gustoću vjerojatnosti da se čestica nalazi u točki prostora definiranoj sa {\displaystyle \ r\ }. 
To znači da kvantna mehanika čak i pri opisu samo jedne čestice daje statističko ponašanje.
Pri tome, Sama valna funkcija {\displaystyle \psi _{n}(r)\ }, koja može biti i kompleksna veličina, nije mjerljiva fizikalna veličina. 
Prema statističkoj interpretaciji, vjerojatnost da se čestica nalazi u infinitezimalnom volumnom elementu {\displaystyle \ d^{3}x\ } jednaka je {\displaystyle \psi ^{*}\psi d^{3}x\ }. Ovaj izraz može se integrirati preko cijelog prostora, a tada zbog uvjeta ortogonalnosti i normiranosti takva integral daje vrijednost 1. Dakle, čestica se sigurno nalazi negdje u tom prostoru.
Schrödingerova jednadžba ima mnoga bitna ograničenja, ova jednadžba ne može se primjenit na opis fotona. Također, nije uzet u obzir spin čestica, koji je važno fizikalno svojstvo nužno za opis mnogih fizikalnih pojava.

## Matrica gustoće
Poopćenje valne funkcije {\displaystyle \psi } je matrica gustoće ili operator gustoće {\displaystyle \rho } koji zamijenjuje valnu funkciju te služi za opisivanje ansambla u kvantnoj mehanici. Koristi se kad nemamo "čista" stanja koja se mogu opisivati samo valnim funkcijama nego kad imamo pomiješana stanja. Pomiješano stanje koristimo kad sustav nije u jednom stanju sasvim određenom s {\displaystyle \psi } nego je u vjerojatnosnoj ponderiranoj sumi raznih stanja. 
Matrica gustoće definira se kao {\displaystyle \rho =\sum _{j}p_{j}|\psi _{j}\rangle \langle \psi _{j}|}
operacija {\displaystyle |\psi _{j}\rangle \langle \psi _{j}|} je takozvani vanjski produkt čiji rezultat nije broj, nego linearni operator. Općenito, ako primjenimo {\displaystyle |\psi _{j}\rangle \langle \psi _{j}|} na operator {\displaystyle |A\rangle } dobivamo
{\displaystyle |\psi _{j}\rangle \quad \langle \psi _{j}||A\rangle }, odnosno vektor pomnožen s unutarnjim produktom (čiji je rezultat (kompleksni) broj). Ustvari, radimo projekciju {\displaystyle \langle \psi _{j}||A\rangle } na vektor {\displaystyle |\psi _{j}\rangle }, pa se {\displaystyle |\psi _{j}\rangle \langle \psi _{j}|} zove i operator projekcije.
Evolucija sustava opisuje se pomoću Liouville-von Neumannove jednadžbe:
{\displaystyle i\hbar {\dot {\rho }}=[H,\rho ]}
ovdje su {\displaystyle [\cdot ,\cdot ]} komutatori. Ova jednadžba vrijedi samo kad se evolucija operatora gustoće promatra u Schrödingerovoj slici, odnosno gdje stanja evoluiraju u vremenu, makar podsijeća na Heisenbergovu jednadžbu gibanja koja je definirana u Heisenbergovoj slici. 
Općenito, u Schrödingerovoj slici evolucija operatora gustoće pomoću unitarnih operatora {\displaystyle {\hat {U}}(t)} opisuje se kao:
{\displaystyle \rho (t)={\hat {U}}(t)\rho (0){\hat {U}}(t)^{\dagger }},
a u Heisenbergovoj slici operatori evoluiraju kao
{\displaystyle {\hat {A}}(t)={\hat {U}}^{\dagger }(t){\hat {A}}(0){\hat {U}}(t)}.
Liouville-von Neumannova jednadža koristi se u kvantnoj statističoj mehanici, opisivanju otvorenih kvantnih sustava i prilikom kvantnog sprezanja.

## Druge formulacije

### Heisenbergova slika
Naravno, formulacija pomoću Schrödingerove jednadžbe, nije jedina moguća formulacija koja opisuje dinamiku kvantnih sustava. Postoje razne tzv. slike koje služe za opisivanje vremenske evolucije. Najpoznatije su Schrödingerova slika (opisana u članku) Heisenbergova slika te Diracova slika (posredna slika između Schrödingerove i Heisenbergove slike). 
U Heisenbergovoj slici, dinamiku sustava opisuje Heisenbergova jednadžba gibanja, u kojoj operatori postaju vremenski ovisni.
Tako, prema toj formulaciji, vremenska evolucija operatora {\displaystyle A} jest sljedeća:
{\displaystyle {\displaystyle {\frac {d}{dt}}A(t)={\frac {i}{\hbar }}[H(t),A(t)]+\left({\frac {\partial A_{\text{S}}}{\partial t}}\right)}}
Ova formulacija najsličnija je klasičnoj mehanici odnosno Hamiltonovoj formulaciji klasične mehanike, samo uz potrebnu izmjenu komutatora {\displaystyle [\cdot ,\cdot ]} u Poissonove zagrade {\displaystyle \{\cdot ,\cdot \}}, odnosno: 
{\displaystyle {\frac {1}{i\hbar }}[A,H]\rightarrow \{A,B\}}
dobivamo jednadžbu vremenske evolucije klasičnih sustava
{\displaystyle {\dot {A}}=\{A,H\}}
ovdje je {\displaystyle A} proizvoljna glatka funkcija {\displaystyle p} (količina gibanja) i {\displaystyle q} (poopćena koordinata) varijabli. 
Ova jednadžba ekvivalentna je Hamiltonovim jednadžbama, Lagrangeovoj jednadžbi te drugom Newtonovom zakonu.

### Feynmanovi integrali po putevima
U ovoj ekvivalentnoj formulaciji kvantne mehanike koju je započeo Dirac, a doveo u konačan oblik Richard Feynman radi se povezanost s Lagrangeovom formulacijom kvantne mehanike i principom stacionarnog djelovanja.
U ovom pristupu kvantnoj mehanici, definira se propagator 
{\displaystyle K(x_{f},t_{f};x_{i},t_{i})} kao:
{\displaystyle K=\int {\mathcal {D}}[x(t)]\,e^{{\frac {i}{\hbar }}S[x(t)]}}
gdje je {\displaystyle S} djelovanje
{\displaystyle S[x(t)]=\int _{t_{i}}^{t_{f}}L(x,{\dot {x}},t)\,dt,}
a {\displaystyle {\mathcal {D}}[x(t)]} mjera po kojoj integriramo.
Prema ovom tumačenju, čestica nema dobro definiranu putanju između dvije točke, nego ona uzima svaku moguću putanju. Svakoj putanji pridružuje se kompleksni broj te se njihovom sumom (integralom) dobija vjerojatnost da ćemo nači česticu na nekoj točki {\displaystyle B} ukoliko je krenula iz {\displaystyle A}.
Ova formulacija povezana je sa Schrodingerovom slikom i valnom funkcijom sa sljedećim integralom:
{\displaystyle {\displaystyle \psi (x,t)={\frac {1}{Z}}\int _{\mathbf {x} (0)=x}{\mathcal {D}}\mathbf {x} \,e^{iS[\mathbf {x} ,{\dot {\mathbf {x} }}]}\psi _{0}(\mathbf {x} (t))\,}}
gdje {\displaystyle {\mathcal {D}}\mathbf {x} } označava integraciju po svim putanjama {\displaystyle \mathbf {x} } sa {\displaystyle \mathbf {x} (0)=x}, {\displaystyle Z} je normalizacijska konstanta, a  {\displaystyle S} je djelovanje.
Ova formulacija se korisi u kvantnoj elektrodinamici i kvantnoj teoriji polja i pomoću nje se može objasniti princip stacionarnog djelovanja. 
Za sustave kod kojih je djelovanje {\displaystyle S>>\hbar } (sustave klasične mehanike) integral po putu je dominiran rješenjima koja su jako bliska stacionarnim točkama djelovanja i onda se zbog toga sustav u klasičnoj mehanici uvijek kreće putem stacionarnog djelovanja, te ulogu glavne jednadžbe dinamike tada preuzima Euler-Lagrangeova jednadžba.

### Formulacija faznog prostora
Još jedna formulacija jest formulacija faznog prostora. Kvantna mehanika obično se radi u Hilbertovom prostoru (kompleksni vektorski prostor), no ovdje pomoću Wigner–Weylove transformacije,
{\displaystyle {f(q,p)=2\int _{-\infty }^{\infty }{\text{d}}y~e^{-2ipy/\hbar }~\langle q+y|\Phi [f]|q-y\rangle }}
gdje je {\displaystyle f(q,p)} funkcija u faznom prostoru, a {\displaystyle \Phi [f]} linearni operator u Hilbertovom prostoru,
prebacujemo Liouville-von Neumannovu jednadžu 
{\displaystyle i\hbar {\dot {\rho }}=[H,\rho ]}
iz Hilbertovog prostora i Schrödingerove slike u fazni prostor, te dobivamo Moyalovu jednadžbu dinamike: 
{\displaystyle {\frac {dW}{dt}}=\{\{H,W\}\}}
gdje su {\displaystyle \{\{\cdot ,\cdot \}\}} Moyalove zagrade, a {\displaystyle W} Wignerova funkcija, koja se za miješana stanja definira kao
{\displaystyle {\displaystyle W(x,p)={\frac {1}{\pi \hbar }}\int _{-\infty }^{\infty }\langle x-y|{\hat {\rho }}|x+y\rangle e^{2ipy/\hbar }\,dy}}
To je kvazi-vjerojatnosna raspodjela (raspodjela slična običnoj vjerojatnosnoj raspodjeli, samo su neki Kolmogorovljevi aksiomi opušteni) i opisuje ansambl sustava u kvantnoj mehanici u faznom prostoru.
Moyalova jednadžba se zapisuje pomoću Moyalovih zagrada {\displaystyle \{\{\cdot ,\cdot \}\}}, ali se također može zapisati kao 
{\displaystyle {{\frac {dW}{dt}}=\{\{H,W\}\}=\{H,W\}+O(\hbar ^{2}),}}
gdje su {\displaystyle \{\cdot ,\cdot \}} obične Poissonove zagrade.
Te vidimo kako za {\displaystyle \hbar \rightarrow 0} Moyalova jednadžba prelazi u Liouvilleovu jednadžbu klasične (statističke mehanike):
{\displaystyle {\frac {d\rho }{dt}}=\{H,\rho \}}
gdje {\displaystyle \rho } predstavlja gustoću vjerojatnosti u faznom prostoru.

## Vanjske poveznice
- Kvantna fizika  Arhivirana inačica izvorne stranice od 7. ožujka 2012. (Wayback Machine) - tekst koji obrađuje vremenski neovisnu Schrödingerovu jednadžbu
- Linearna Schrödingerova jednadžba na EqWorld: Svijet matematičkih jednadžba
- Nelinearna Schrödingerova jednadžba na EqWorld: Svijet matematičkih jednadžba
- Schrödingerova jednadžba u jednoj dimenziji  Arhivirana inačica izvorne stranice od 24. svibnja 2006. (Wayback Machine)
- Web-Schrödinger: Interaktivno rješenje 2D vremenski ovisne Schrödingerove jednadžbe